# Anitápolis
Anitápolis is een gemeente in de Braziliaanse deelstaat Santa Catarina. In 2010 telde de gemeente 3.214 inwoners.

## Aangrenzende gemeenten
De gemeente grenst aan Águas Mornas, Alfredo Wagner, Bom Retiro, Rancho Queimado, Santa Rosa de Lima, São Bonifácio en Urubici.